# Euphorbia ramiglans
Euphorbia ramiglans är en törelväxtart som beskrevs av Nicholas Edward Brown. Euphorbia ramiglans ingår i släktet törlar, och familjen törelväxter. Inga underarter finns listade i Catalogue of Life.